# Palace pour chiens
Pour plus de détails, voir Fiche technique et Distribution.
Palace pour chiens (Hotel for Dogs) est un film américain réalisé par Thor Freudenthal, sorti en 2009.

## Synopsis
Andi et Bruce sont orphelins et vivent chez les excentriques Carl et Lois Scudder. Ils s'occupent en secret de leur adorable petit chien prénommé Vendredi. Alors qu'il rôdait dans sa ville, celui-ci sera capturé par un employé de la fourrière, et refuse de rendre aux deux orphelins leur chien sans l'accord d'un parent. Afin d'éviter d'être séparés de leur chien, ces derniers l'emmènent dans un vieil hôtel abandonné, où ils y découvrent deux nouveaux chiens. À la suite de cela, avec l'aide de leurs amis Dave, Mark et Heather, ils entreprennent de secourir tous les chiens de la fourrière ainsi que ceux dans la rue et/ou abandonnés afin de leur offrir une vie rêvée en dehors de la fourrière.

## Fiche technique
Sauf indication contraire, les informations mentionnées dans cette section peuvent être confirmées par les bases de données cinématographiques IMDb et Allociné,  présentes dans la section « Liens externes ».
- Titre original : Hotel for Dogs
- Titre français : Palace pour chiens
- Réalisation : Thor Freudenthal
- Scénario : Jeff Lowell, Mark McCorkle et Robert Schooley, d'après le roman junior Hotel for Dogs (1971) de Lois Duncan
- Musique : John Debney
- Direction artistique : Brad Ricker
- Décors : William Sandell
- Costumes : Beth Pasternak
- Photographie : Michael Grady
- Son : Beau Borders, Elliott Koretz, Doug Mountain, Steve Nelson, Kevin O'Connell
- Montage : Sheldon Kahn
- Production : Jason Clark, Jonathan Gordon, Ewan Leslie et Lauren Shuler Donner
  - Production EPK : Karen Higgins
  - Direction de production : Gerald D. Moon
  - Production déléguée : Jeffrey Clifford, Tom Pollock et Ivan Reitman
- Sociétés de production :
  - États-Unis : Donners' Company et The Montecito Picture Company, en association avec Cold Spring Pictures, présenté par Dreamworks Pictures et Nickelodeon Movies
  - Allemagne : en association avec MavroCine Pictures GmbH & Co. KG
- Sociétés de distribution : Paramount Pictures (États-Unis, Québec, France) ; United International Pictures (Suisse romande)[1] ; Universal Pictures International (Belgique)[1]
- Budget : 75 millions USD[2]
- Pays de production :  États-Unis[3],[N 1]
- Langue originale : anglais
- Format : couleur (DeLuxe) — 35 mm — 1,85:1 (Panavision) — son DTS / Dolby Digital / SDDS
- Genre : comédie
- Durée : 100 minutes
- Dates de sortie[4] :
  - États-Unis, Québec : 16 janvier 2009[5]
  - France : 24 janvier 2009 (Festival international du film de comédie de l'Alpe d'Huez) ; 18 février 2009 (sortie nationale)[6]
  - Suisse romande : 4 février 2009[7]
  - Allemagne : 5 février 2009
  - Belgique : 18 février 2009[8]
- Classification[9] :
  - États-Unis : certaines scènes ou propos sont susceptibles de heurter la sensibilité des plus jeunes - accord parental souhaitable (PG - Parental Guidance Suggested)[N 2]
  - Allemagne : tous publics (FSK 0)
  - France : tous publics (conseillé à partir de 6 ans)[6],[10]
  - Belgique : tous publics (jeune public) (Alle Leeftijden)[8]
  - Suisse romande : tous publics[11]
  - Québec : tous publics (G - General Rating)[5]

## Distribution
- Emma Roberts (VF : Lutèce Ragueneau ; VQ : Claudia-Laurie Corbeil) : Andi
- Jake T. Austin (VF : Alexandre Nguyen ; VQ : Alexandre Bacon) : Bruce
- Kyla Pratt (VF : Sara Chambin ; VQ : Charlotte Mondoux) : Heather
- Troy Gentile (VF : Arthur Pestel ; VQ : François-Nicolas Dolan) : Mark
- Don Cheadle (VF : Lucien Jean-Baptiste ; VQ : François L'Écuyer) : Bernie Wilkins
- Lisa Kudrow (VF : Patricia Piazza ; VQ : Christine Séguin) : Lois Scudder
- Kevin Dillon (VF : Serge Faliu ; VQ : Antoine Durand) : Carl Scudder
- Robinne Lee (VF : Annie Milon) : Carol Wilkins
- Johnny Simmons (VF : Léopold Szabatura ; VQ : Nicolas Bacon) : Dave
- Yvette Nicole Brown : Mme Camwell
- Gregory Sporleder : Herb Dooley
- Eric Edelstein (en) (VF : Jean-Luc Atlan) : Max
- Ajay Naidu : Jake
- Maximiliano Hernández (VF : Stéphane Miquel) : l'officier Mike
- Cosmo (en) : Friday, le jack russell d'Andi et Bruce.

 Source et légende : version française (VF) sur RS Doublage et version québécoise (VQ) sur Doublage QC

## Distinctions

### Récompenses
- ASCAP Film and Television Music Awards 2010 : meilleur compositeur d'un blockbuster pour John Debney
- Genesis Awards 2010 : meilleur long métrage

### Nominations
- Young Artist Awards 2010 :
  - Meilleur jeune acteur dans un long métrage pour Jake T. Austin
  - Meilleure jeune actrice dans un long métrage pour Emma Roberts

### Sélection
- Festival international du film de comédie de l'Alpe d'Huez 2009  : longs métrages - hors-compétition pour Thor Freudenthal

## Exploitation

### Éditions en vidéo
- En France, le film Palace pour chiens est sorti en DVD le 18 août 2009[16] et en VOD le 12 mai 2020[6].
- Au Québec, le film est sorti en DVD le 28 avril 2009[5].

### Marketing
La sortie du film s'est accompagnée de huit photos fond d'écran (portraits des chiens du film), et de quatre logiciels de type écran de veille pour ordinateur (sous Windows), sur lesquels les chiens semblent lécher l'écran de l'ordinateur.